# Hans Van Alphen
Hans Van Alphen, född 12 januari 1982, är en friidrottare från Belgien. Han deltog vid olympiska sommarspelen 2008 och olympiska sommarspelen 2012.